# Presgaux
Presgaux is een plaats en deelgemeente van de Belgische gemeente Couvin. Presgaux ligt in de provincie Namen en bleef, nadat het in 1913 afgesplitst werd van de toenmalige gemeente Gonrieux, tot 1 januari 1977 een zelfstandige gemeente. Het dorp telt ongeveer 600 inwoners.

## Demografische ontwikkeling
- Bronnen:NIS, Opm:1831 tot en met 1970=volkstellingen, 1976= inwoneraantal op 31 december

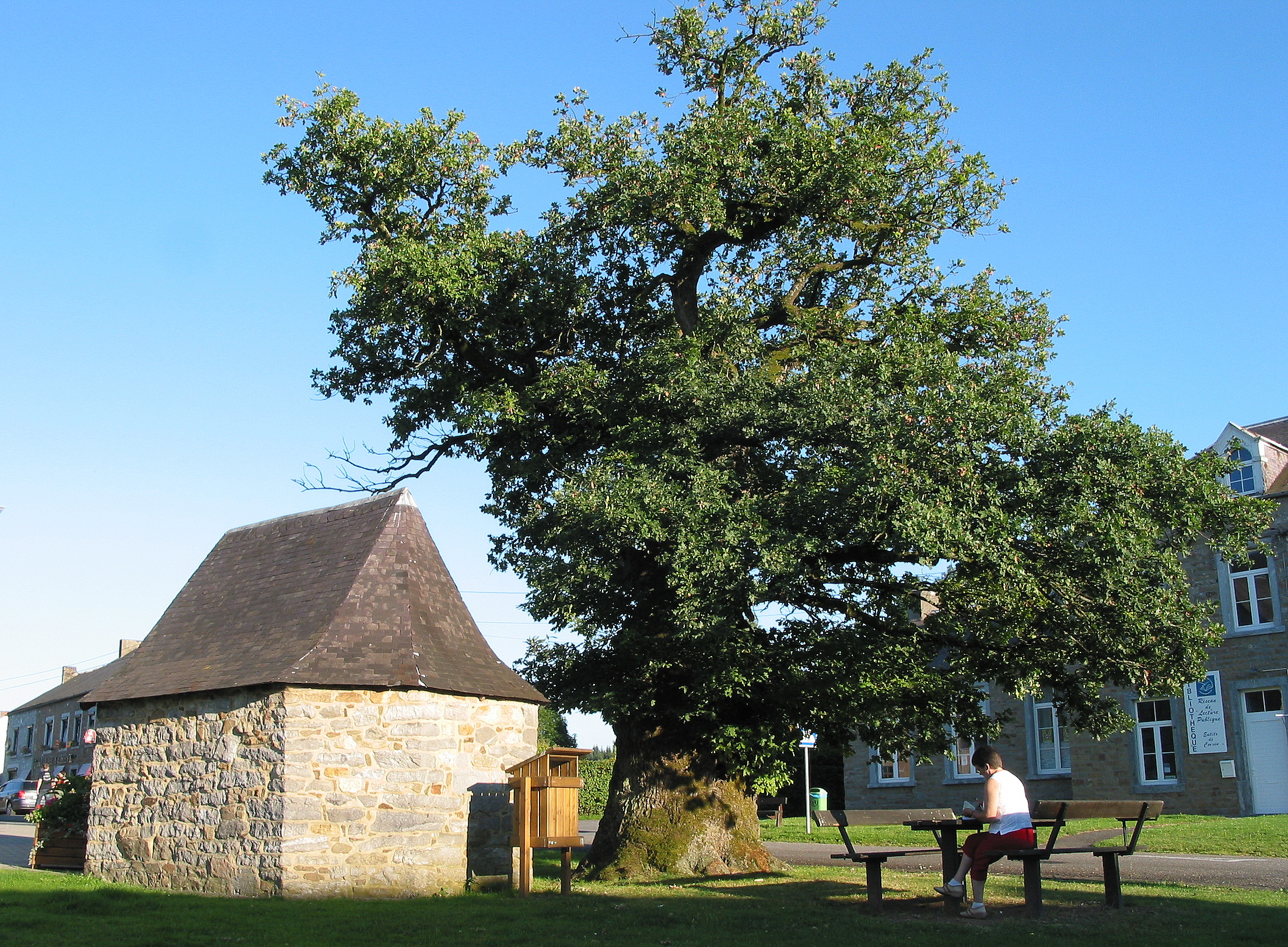
Kapel

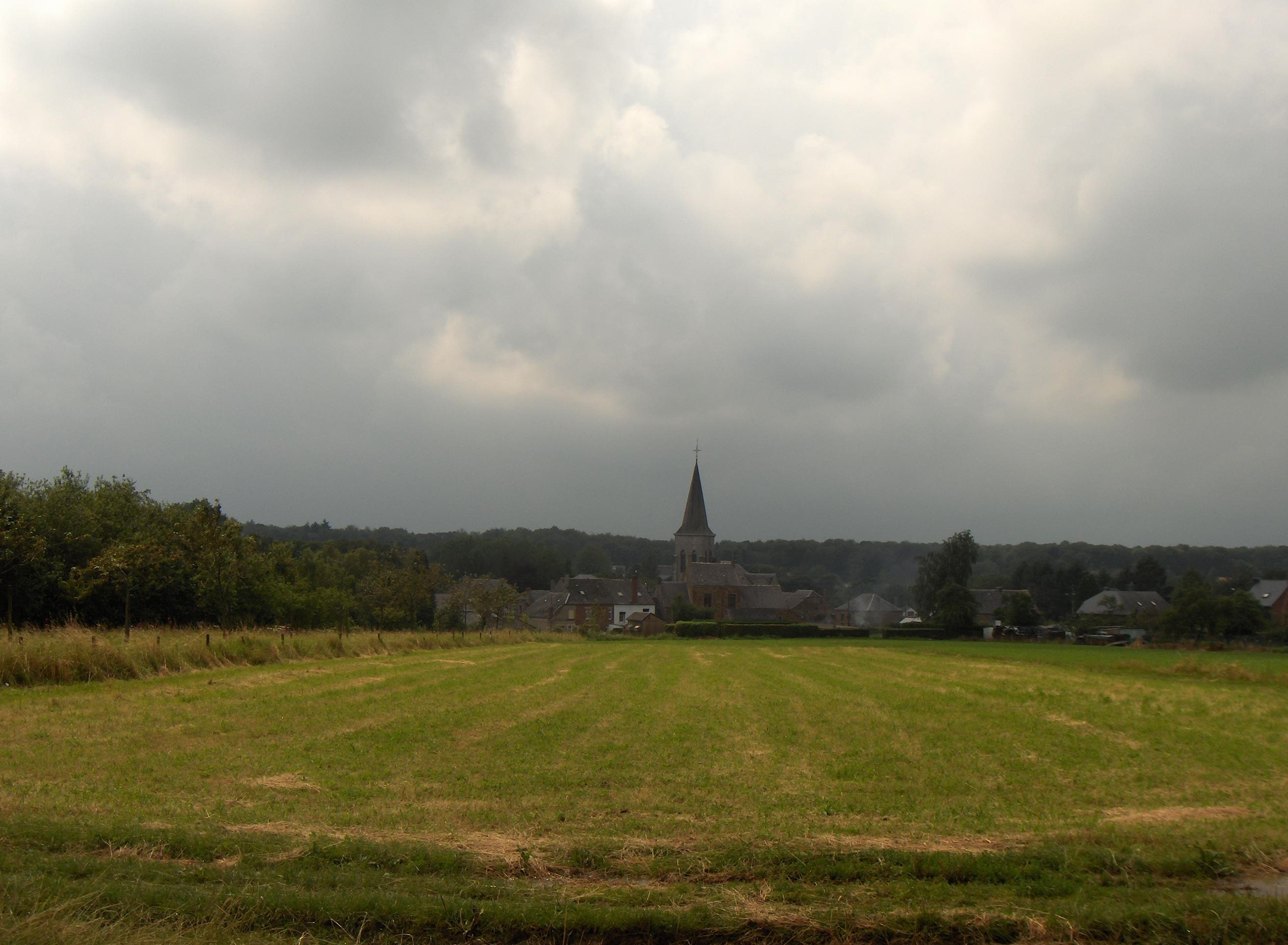
Presgaux gezien vanuit het westen